# Premio Narcís Monturiol
El Premio Narcís Monturiol fue instaurado por la Generalidad de Cataluña en el año 1982, en honor al científico e inventor catalán Narciso Monturiol, para galardonar a las personas y entidades que han contribuido de manera destacada al progreso científico y tecnológico de Cataluña.
Se concede bajo la modalidad de medallas y placas. Las medallas se otorgan a las personas físicas mientras que las placas a las personas jurídicas.

## Medallas Narcís Monturiol
- 1982: Oriol de Bolòs, Manuel Cardona Castro, Ramon Margalef y Joan Oró.
- 1983: Albert Barella, Lluís Bel, Pere Bohigas, Artur Caballero, Creu Casas, Josep M. Font, Amadeu Foz, Jordi Gras, Joaquim Maluquer i de Motes, Joaquim Maluquer i Nicolau, Jordi Nadal, Agustí Pumarola i Busquets y Martí de Riquer.
- 1984: Manuel Ballester Boix, David Cardús, Josep Egozcue i Cuixart, Francesc Español Coll, Enric Freixa i Pedrals, Josep O'Callaghan, Ramon Roca, Lluís Antoni Santaló, Géza Tolnay Winternitz y Joan Vernet.
- 1986: Lluís Cornudella i Mir, Josep Cuatrecasas, Josep M. Domènech, Salvador Gil i Vernet, Josep M. Gil-Vernet, Enric Gratacós, Jaume Palau i Albet, Ramon Parés i Farràs, Pere Pascual i de Sans, Enric Ras, Ciril Rozman, Joan Antoni Subirana i Torrent, Joan Vilà y Carmina Virgili.
- 1989: Joan Albaigés i Riera, Josep Amat, Enric Casassas, Josep Castells i Guardiola, Gabriel Ferraté, Màrius Foz i Sala, Francisco Garcia-Valdecasas, Andreu Mas-Collell, Eugenio Oñate Ibáñez de Navarra, Pere de Palol i Salellas, Antoni Prevosti i Pelegrín, Lluís Revert i Torrellas, Joan Rodés y Francesc Serra i Mestres.
- 1991: Àngel Ballabriga, Josep Carreras i Barnés, Manuel Castellet, José Cegarra Sánchez, Ramon Folch, David Jou, Manuel Mundó, Ramon Pascual de Sans, Jaume Rotés y Carles Vallbona i Calbó.
- 1992: Joan Maria Compte i Guinovart, Ernest Giralt, Miguel Àngel Lagunas i Hernández, Manuel Martí i Recober, Carles Miravitlles i Torras, Maria Teresa Mora i Aznar, Jacint Nadal i Puigdefàbregas, Pere Puigdomènech i Rosell, Gemma Rauret, Oriol Riba, Manuel Ribas, Antoni Salva i Miquel, Fèlix Serratosa i Palet, Jaume Antoni Terradas i Serra y Josep Antoni Salvà i Miquel.
- 1993: Lina Badimón, Pere Brunet i Crosa, Anna Cabré, Ramon Carbó-Dorca i Carré, Ricard Castillo i Cofiño, Valentí Fuster de Carulla, Miquel Gassiot i Matas, Francesc Giralt i Prat, Joan Massagué, Gemma Rigau i Oliver, Javier Tejada Palacios, Mateo Valero Cortés, Josep Vigo Bonada y Jordi Vives i Puiggrós.
- 1994: Josep Maria Antó i Boqué, Joan Bladé i Piqué, Marta Estrada, Enrique Fernández Sánchez, Jaume Guàrdia i Massó, Josep Lluís Morenza i Gil, Àngel Pellicer i Garrido, Lluís Puigjaner i Corbella, Carles Simó i Torres e Ignasi de Solà-Morales.
- 1995: Joan Bertran i Rusca, Ramon Canal i Masgoret, Àngel Cardama i Aznar, Josefina Castellví, Emilio Custodio Gimena, Xavier Estivill i Pallejà, Jaume Gállego i Berenguer, Francesc Guiu i Giralt, Lluís Mallart, Francesc Navarro i López, Ricard Pujol i Borrell y Martí Vergés.
- 1996: Jaume Barceló i Bugueda, Joan Bordas i Orpinell, Maria Teresa Cabré i Castellví, Jaume Casabó i Gispert, Rafael Ferré i Masip, Enric Herrero i Perpiñán, Juan Modolell Mainou, Rolf Tarrach Siegel y Miquel Vilardell.
- 1997: Joaquim Agulló i Batlle, Pilar Bayer Isant, Rosa Caballol i Lorenzo, Francesc Camps i Diez, Joan Girbau i Badó, Joan Jofre i Torroella, Jordi Pascual i Gainza, Josep Perarnau i Espelt, Robert Rodríguez i Roisin, Xavier Solans i Huguet y Juan José Villanueva Pipaón.
- 1998: Alícia Casals i Gelpí, Josep Font i Cierco, Joan J. Guinovart, Joan Ramon Morante i Lleonart, Xavier Obradors i Berenguer, Santiago Olivella i Nel·lo, Francesc Puchal i Mas, Ignacio Romagosa i Clariana, Marta Sanz-Solé y Lluís Victori i Companys.
- 2000: Eduardo Alonso Pérez de Agreda, Lola Badia, Jaume Baguñà Monjo, Miquel Bruguera i Cortada, Jordi Camí, Eudald Carbonell, Ricard Guerrero Moreno, Joaquim Molas, Manuel de Solà-Morales, Josep M. Terricabras, Carme Torras Genís y Enric Trillas Ruiz.
- 2001: Ramon Agustí i Comes, Francesc Xavier Avilés i Puigvert, Fàtima Bosch, Mercè Durfort, Ramon Gomis de Barbarà, Josep Guarro Artigues, Abel Mariné Font, Andreu Ripoll y Xavier Vives.
- 2002: Ramon Albajes i Garcia, Lourdes Benería, Manuel Castells, Claudi Esteva i Fabregat, Josep Fontana, Marcial Moreno Mañas, Ramon Pallàs i Areny, Carles Perelló y Encarna Roca.
- 2003: Jordi Agustí, Marià Alemany, Pere Arús i Gorina, Albert Dou i Mas de Xexàs, Isidre Ferrer i Abizanda, Jordi Font, M. Dolors García i Ramón, Joan Prat i Carós, Màrius Rubiralta i Alcañiz, Anna M. Sastre i Requena, Antoni Serra y Joan Solà.
- 2005: M. Dolors Baró i Mariné, Carme Batlle, Oriol Bohigas, Carme Borrell i Thió, Francesc Xavier Bosch i Jose, José Costa i López, Eulàlia Duran, Josep Gibert, Antoni Lloret, Asunción Moreno i Bilbao, Montserrat Pagès i Torrens, Àngels Pascual de Sans, Miquel Àngel Pericàs i Brondo, Joan Ramon i Torres, Jacint Rosa i Hombravella, Conxita Royo i Calpe, Jordi Sabater i Pi, Miquel Siguan i Soler, Maria Jesús Uriz i Lespe y Anna Veiga.
- 2006: Maria Paz Battaner Arias, Miguel Beato del Rosal, Maria Casado, Maria del Carmen Claver Cabrero, Joan Estruch i Gibert, Lluïsa Gràcia i Solé, Ferran Laguarta i Bertran, Xavier Llimona i Pagès, Roger H. Rangel, Gemma Rigau i Oliver, Joandomènec Ros i Aragonès, Francesc Solé i Parellada y Mercè Unzeta i López.
- 2009: María Ermitas Alcalde Pais, Pedro Luís Alonso, María Eugenia Aubet Semmler, Albert Balcells, María Teresa Freixes Sanjuán, Fausto Garcia Hegardt, Lluís Jofre i Roca, Conxita Mir Curcó, Marisa Molinas de Ferrer, Francesc Xavier Rius Ferrús, Anna Maria Serra i Tort, Joaquim Silvestre Benach y Lluís Torner Sabata.
- 2012: Salvador Barberà Sánchez, Joaquim Bruna i Floris, Luisa Cabeza, Elías Campo, Joaquim Casal i Fàbrega, Josep Domingo Ferrer, Dieter Einfeld, Climent Giné i Giné, Maria Pau Ginebra Molins, Jordi Isern i Vilaboy, Genoveva Martí i Campillo, Emilio Montesinos Seguí y Núria Sebastián.
- 2015: Ramon Bacardit, Jaume Bertranpetit, Artur Bladé, Martine Bosman, Françoise Breton, Marta Cascante, Miquel Duran, Jordi Galí, Antonio Gens, Jaume Llibre, Xavier Matias-Guiu, Antoni Oliva, Josep Rizo, David Serrat, Joan Maria Thomàs y Isabelle Vernos.

## Placas Narcís Monturiol
- 1983: Instituto Químico de Sarriá y Institució catalana d'història natural.
- 1984: Observatori de l'Ebre.
- 1986: Academia de Ciencias Médicas de Cataluña y Baleares, Equip de transplantament cardíac de l'Hospital de la Santa Creu i Sant Pau y Museo de la Ciencia de la Fundación "La Caixa".
- 1991: Institut de Teconologia de la Construcció de Catalunya, Laboratori Municipal de Barcelona y Unitat de transplantament hepàtic de l'Hospital Clínic.
- 1992: Fundació Puigvert, Institut de Botànica de Barcelona, Institut de Paleontologia Miquel Crusafont y Observatorio Fabra.
- 1993: Fundació Jaume Bofill, Institut Català de Tecnologia.
- 1995: Institut de Recerca i Tecnologia Agroalimentàries.
- 1996: Centre Nacional de Microelectrònica-Institut de Microelectrònica de Barcelona, Museo de la Ciencia y de la Técnica de Cataluña, Serveis Cientificotècnics de la Universitat de Barcelona,
- 1998: Centre Internacional de Mètodes Numérics en Enginyeria y Centre de Recerca Ecològica i Aplicacions Forestals.
- 2000: Consorci Centre de Recerca Matemàtica y Institut de Física d'Altes Energies.
- 2001: Centre de Supercomputació de Catalunya, Centre de Visió per Computador y Fundació La Marató.
- 2002: Agrupación Astronómica de Sabadell y Sociedad Catalana de Biología.
- 2003: Institut Cartogràfic de Catalunya y Institut Municipal d'Investigacions Mèdiques.
- 2004: Fundació Jordi Gol i Gurina y Institut Universitari d'Estudis del Pròxim Orient Antic de la Universitat de Barcelona.
- 2006: Centre Tecnològic Forestal de Catalunya y Institut d'Investigacions Biomèdiques August Pi i Sunyer.
- 2009: Centre de Regulació Genòmica, Institut Català d'Investigació Química y Televisión de Cataluña pel programa Quèquicom del Canal 33.
- 2012: Institut de Recerca Biomèdica (IRB Barcelona), Fero-Fundació d'Estudis i Recerca Oncològica, Obra Social La Caixa.
- 2015: Centro de Estudios Demográficos, Consorci de Biblioteques Universitàries de Catalunya, Real Academia de Ciencias y Artes de Barcelona.